# Paul R. Bartrop
Paul R. Bartrop (* 3. November 1955) ist ein australischer Historiker und Autor. Er lebt in Melbourne und beschäftigt sich mit der Erinnerung an den Holocaust und anderen Völkermorden wie dem Völkermord an den Armeniern.

## Leben
In den frühen 1970er-Jahren studierte er an der La Trobe University in Melbourne und schloss 1989 sein Doktoratsstudium an der Monash University ab. Bartrop lehrte an der Monash University, dem Gippsland Institute of Advanced Education, der RMIT University, der Deakin University und der University of South Australia.
Seit 1997 lehrt er Geschichte, vergleichende Studien zum Völkermord, Jüdische Studien (inklusive Holocaust), Religion und Gesellschaft im Bialik College in Melbourne, wo er seit 2003 auch Leiter der Geschichtsabteilung ist. Er war Professor für Holocaust-Didaktik am Martin-Springer-Institut, für Toleranz und humanitäre Werte an der Northern Arizona University und Gastprofessor an der Virginia Commonwealth University.
Zusätzlich zu den unten angeführten Publikationen hat er zahlreiche wissenschaftliche Artikel in Fachzeitschriften und Büchern veröffentlicht sowie Redaktionen von australischen und internationalen Zeitschriften unterstützt. 
Bartrop diente als Präsident der Australian Association of Jewish Studies, er ist Ehrenmitglied auf Lebenszeit am Jewish Museum of Australia und seit 2008 „Freund der armenischen Gemeinschaft“.

## Werke
- mit Steven Leonard Jacobs: Fifty Key Thinkers on the Holocaust and Genocide. Routledge, London 2010.
- mit Samuel Totten: The Genocide Studies Reade. Routledge, New York 2009.
- mit Samuel Totten, Steven Leonard Jacobs: A Dictionary of Genocide. 2 Bände. Greenwood Press, Westport (CT) 2007.
- mit Samuel Totten, Steven Leonard Jacobs: Teaching about the Holocaust. Essays by College and University Teachers. Praeger, Westport (CT) 2004.
- Bolt from the Blue. Australia, Britain and the Chanak Crisis. Halstead Press, Sydney 2002.
- Surviving the Camps. Unity in Adversity during the Holocaust. University Press of America, Lanham (MD) 2000.
- False Havens. The British Empire and the Holocaust. University Press of America, Lanham (MD) 1995.
- Australia and the Holocaust 1933–45. Australian Scholarly Publishing, Melbourne 1994.
- The Dunera Affair. A Documentary Resource Book. Jewish Museum of Australia/Schwartz and Wilkinson, Melbourne 1990.
- Scores, Crowds and Records. Statistics on the Victorian Football League, 1946–83. History Project Incorporated, Sydney 1984.

| Personendaten    | Personendaten            |
| ---------------- | ------------------------ |
| NAME             | Bartrop, Paul R.         |
| KURZBESCHREIBUNG | australischer Historiker |
| GEBURTSDATUM     | 3. November 1955         |